# 斉藤浩哉
斉藤 浩哉（さいとう ひろや、1970年9月1日 - ）は、雪印乳業所属のスキージャンプ選手で、2003年に引退し現在は指導者。北海道余市郡余市町の出身。同学年に岡部孝信がいる。

## プロフィール
スキージャンプの盛んな余市町にあって10歳のときにジャンプを始めた。余市町立沢町小学校、余市町立西中学校、余市高校を経て1989年4月に雪印乳業に入社。
現役時代は「教科書」とも評された基本に忠実な、安定したジャンプスタイルで、1997年-1998年シーズンには3度あった日本のW杯表彰台独占において唯一3度全てで表彰台に上がり（1月1日・ガルミッシュ＝パルテンキルヒェン：1位船木、2位原田、3位斉藤。1月11日・ラムソー：1位原田、2位船木、3位斉藤。3月1日・ヴィケルスン：1位岡部、2位斉藤、3位葛西）、長野五輪では団体戦の2番手として1回目130m、2回目124mと非常に堅実なジャンプで実力を見せつけ、団体の全選手で4番目の合計得点を挙げて日本の金メダル獲得に大きく貢献した。しかし長野五輪後は度重なるケガに泣かされた。1998年7月に右膝の前十字靭帯、1999年6月には左膝の膝蓋腱（しつがいけん）3カ所を断裂したがそのたびに復活した。
2003年3月に現役引退 し雪印乳業のコーチに就任、2006年4月より同監督に就任。
2014年春に監督を退き、現在は社業に携わっている。

## 主な競技成績

### 冬季オリンピック
- 1998年長野オリンピック ( 日本)
  - 個人ノーマルヒル 9位
  - 個人ラージヒル 47位 (彼のジャンプ順に追い風になる不運があったため、K点にすら届かず1回目で落選)
  - 団体ラージヒル 金メダル (岡部孝信、斉藤浩哉、原田雅彦、船木和喜)

### ノルディックスキー世界選手権
- 1995年サンダーベイ大会 ( カナダ)
  - 個人ノーマルヒル 2位
  - 団体ラージヒル 3位 (安崎直幹、岡部孝信、西方仁也、斉藤浩哉)
- 1997年トロンハイム大会 ( ノルウェー)
  - 個人ノーマルヒル 8位
  - 個人ラージヒル 11位
  - 団体ラージヒル 2位 (船木和喜、岡部孝信、原田雅彦、斉藤浩哉)
- 1999年ラムソー大会 ( オーストリア)
  - 個人ラージヒル 9位

### スキージャンプ・ワールドカップ
- FISワールドカップ通算2勝 (2位4回3位10回)
- 初出場 1991年12月14日  日本・札幌
- シーズン個人総合最高成績 - 5位が最高位 (1996/97シーズン、1997/98シーズンの2回)

| 優勝     | 優勝           | 優勝         | 優勝         | 優勝    |
| シーズン | 開催日         | 開催地       | 種目         | 成績    |
| -------- | -------------- | ------------ | ------------ | ------- |
| 1995–96  | 1995年12月17日 | シャモニー   | ノーマルヒル | 優勝(1) |
| 1996–97  | 1997年2月2日   | ヴィリンゲン | ラージヒル   | 優勝(2) |

### 日本国内での主な競技成績
- 1986.02.06(木) 第23回全国中学校スキー大会
- 1989.03.19(日) 第23回雪印杯全日本ジャンプ旭川大会少年組
- 1990.12.24(日) 第6回吉田杯ジャンプ大会
- 1991.02.12(火) 第9回鹿角ジャンプ大会
- 1992.03.08(日) 第63回宮様スキー大会国際競技会(ラージヒル)
- 1992.03.11(水) 第4回国際蔵王ジャンプ大会山形市長杯
- 1992.03.15(日) 第70回全日本スキー選手権大会(ノーマルヒル)兼第27回倶知安町長杯全道ジャンプ大会
- 1995.02.26(日) 第66回宮様スキー大会国際競技会(ラージヒル)
- 1999.02.07(日) 第10回TVh杯ジャンプ大会
- 2000.01.30(日) 第6回SBC杯白馬ジャンプ大会兼FISコンチネンタルカップジャンプ大会

## 注
1. ↑  https://web.archive.org/web/20020809075404/http://www.snowbrand.co.jp/jump2001/profile/jampers/saito01.html　ジャンプ雪印ウェブページ
2. ↑  https://web.archive.org/web/20030811212806/http://www.snowbrand.co.jp/jump2002/thanks/index.html　ジャンプ雪印ウェブページ